# Garypus weipa
Espèce
Garypus weipa est une espèce de pseudoscorpions de la famille des Garypidae.

## Distribution
Cette espèce est endémique du Queensland en Australie. Elle se rencontre vers Weipa.

## Habitat
Cette espèce se rencontre sur le littoral.

## Description
Le mâle holotype mesure 3,56 mm et la femelle paratype 3,73 mm.

## Étymologie
Son nom d'espèce lui a été donné en référence au lieu de sa découverte, Weipa.

## Publication originale
- Harvey, Hillyer, Carvajal & Huey, 2020 : Supralittoral pseudoscorpions of the genus Garypus (Pseudoscorpiones : Garypidae) from the Indo-West Pacific region, with a review of the subfamily classification of Garypidae. Invertebrate Systematics, vol. 34, no 1, p. 34-87.